# Královédvorské pověsti
Ve Dvoře Králové nad Labem se můžeme setkat s několika pověstmi, které se z generace na generaci předávají. Jsou to legendy o lidech, zjeveních, bytostech, pokladech i o místech. Přehled pověstí obsahuje publikace Pověsti Královédvorska, vydaná Městskou knihovnou Slavoj, ve Dvoře Králové nad Labem roku 2004, která čerpá například od obyvatel, matrik nebo městského muzea. Z publikace víme, že se tradovaly pověsti o městě, ale i o okolních vesnicích.

## Královédvorsko
Kromě města Dvora Králové se můžeme v této oblasti setkat i s jinými pověstmi, v legendách se objevují místa jako je Bílá Třemešná, Borovičky, Dolní Brusnice, Hájemství, Chotěborky, Kocbeře, Kohoutov, Kuks, Velehrádek, Zvičina, Žireč a mnoho dalších. Některé z pověstí se mohou vyskytovat například v podobném znění, se změněným místem či s jinými postavami. Příkladem je  Erbenova Kytice. 

## Kompozice a tematické skupiny
Pověsti z města mají různorodá témata, proto se dělí do několika skupin:
1. O místech a názvech
2. O lidech a lidských osudech
3. O pokladech a tajemných chodbách
4. O vodnících a hejkalech
5. O příšerách a zjeveních
6. O smírčích křížích
7. O hraběti Šporkovi

## O místech a názvech
Pověsti o významných historických událostech města, obyvatelích a o původu názvů vesnic v okolí.
O tamborové lsti je pověstí o tom, že v druhé polovině října roku 1848 chtělo vojsko husarů napadnout město Dvůr Králové nad Labem. Ve městě zavládl chaos a zmatek, rozezněly se bubny a polnice zavřeštěly. Dvorská garda dospěla k mostu a zaujala postavení. Starého Valcla, tambor městské gardy, napadla spásná myšlenka. Sebral buben na záda a pádil k městu, na cestě začal bubnovat na nový pochod, jako by nové regimenty vojsk kvapily k mostu. Tak zazněl nový povel, husaři se obrátili a pelášili údolím k Filířovicím, zde přespali a ráno odtáhli pryč. Tím skončilo památné tažení a Dvůr Králové byl zachráněn.
O tom, jak Panenka Marie zachránila město se zabývá vyprávěním o tom, kdy Švédové, během třicetileté války, napadli Jaroměř a dalším na seznamu bylo město Dvůr Králové. Lidé tedy propadli panice a měli v plánu z města odejít, aby si zachránili život. V tom je zastavila dívka, Marie Dobrotová, ukázala jim sošku Panny Marie zabalené v bílém plátně a postavila ji na dolejší most přes Labe, kam se chodili modlit. Když k mostu dorazilo vojsko Švédů, jeden z nich samou zlostí sekl šavlí do pravého spánku sošky a v tu chvíli padla hustá mlha. To způsobilo mezi švédskými vojáky paniku a v hrůze utíkali přes Žireč do Jaroměře. Sošku po záchraně města odnesli do kostela, kde se o ní zbožná Marie starala, donášela květiny a oblékala. Bylo rozhodnuto, že se ve městě bude na počest záchrany města slavit svátek a to dne 21. listopadu. Vypráví se, že jednou do kostela přišla žena onoho švédského důstojníka, který sošku sekl a jako prominutí jí vlastnoručně ušila pláštík, který donesla pěšky až do Dvora Králové. Později bohaté dvorské měšťanky věnovaly sošce nové šatičky, to prý udělala i sama císařovna Marie Terezie, která nechala pro Pannu Marii přešít jedny ze svých plesových šatů.
Do této skupiny se řadí i další pověsti z okolí města, např.: O léčivých pramenech v Kuksu, O cestě k obrázku, O prokletém stádu, O původu Vilantic, O původu jména Chotěborky, O smutném tajemství, O tom, jak vznikl název vsi Velký Vřešťov, O Velehrádku, O vzniku Janské studánky.

## O lidech a lidských osudech
Pověsti se zabývají i obyvateli města, jejich osudech, rozhodnutích a činech. S největší pravděpodobností se šířily i za účelem ponaučení dalších generací města.
O nevěstě, pověst se odehrává ve Dvoře Králové, kde žila bohatá žena, bába Matysová. Ta měla dceru, která byla již ve věku, kdy se děvče mělo provdat. Avšak Mařena, dcera paní Matysové, nebyla vzhledově přitažlivá. Byla silně krátkozraká, drobná, suchá postavička se špinavě žlutými vlasy. Jelikož byla ale nejbohatší nevěstou ve městě, měla mnoho nápadníků. Jednoho dne do města přijel důstojník, který se doslechl o bohatství Marie a chtěl ji požádat o ruku. Po odpoledni plným zjišťování informací se rozhodl jet rovnou za nevěstou a požádat o její ruku. Jakmile dorazil k domu Matysových, zaklepal a vstoupil, matku požádal o ruku její dcery. Jediné, co Mařena odpověděla bylo: "Cák bych s tím chlápkem ďála!" a víc si jej nevšímala. Muž zaúpěl a prudce vyrazil pryč, kdy mu docházelo, že přišel o své zlaťáky a nikdy se již ve městě neukázal. Mařena se nikdy neprovdala a její život skončil v Bohnicích, takže svého pohádkového bohatství neužila.
Do této skupiny se řadí i další pověsti z okolí města, např.: O bludném kořeni a vratiči, O čarodějovi ze Vřešťova, O hrabatech Kotulínských z Poličan, O kocléřovském fextovi Šimonovi, O lesní víle, O lilii, O nešťastném vojáčkovi, O paní z Velehrádku, O prodané louce, O tajné chodbě, O veselých kumpánech, O zakleté vrbě, O živém mrtvém.

## O pokladech a tajemných chodbách
Další skupina pověstí vypráví o lokalitách údajných pokladů a tajemných chodeb ve městě či v jiných částech Královédvorska.
O věčném židu. S pověstí se pojí zvon v kostele sv. Jana Křtitele ve Dvoře Králové, jež dal zhotovit Václav Kohout, královédvorský měšťan, kterému bylo coby chudákovi připadlo velké bohatství. Jednoho dne se před domem Kohouta objevil starý muž, který šel o holi a upadnul před jeho obydlím. Kohout nabídl starci chléb a víno a nabídl nocleh, starý muž, žid, poděkoval, ale odmítl a šel dál. Za několik neděl později ve Dvoře Králové hořelo. Kohout přišel o všechno. Rozhodl se jít z města a žebrat, aby mohl rodinu uživit. Na cestě potkal onoho žida, kterému pověděl o neštěstí, které ho potkalo. Při vyprávění se dostali na téma Kohoutova praděda. Toho žida velice zajímal a zjišťoval jeho jméno. Během Kohoutova vyprávění žid zpozorněl a věděl, o koho se jedná. Rozzářil se a pobídl muže, aby šli dál. Po sedmi dnech se vrátili do Dvora a došli do dubového lesa, kde u největšího stromu začal žid vyprávět, že praděda jednou potkal a i ten k němu byl milosrdný a svěřil se mu, že na tomto místě zakopal poklad. Kohout přemýšlel, jak je možné, že starec znal jeho praděda, poté mu to došlo z vyprávění, byl to Ahasver, věčný žid. Starec si odpykává trest za to, že odmítl pozvat Spasitele do domu, aby si odpočinul, poté se starec zvedl a odkráčel pryč. Kohout poté s manželkou vykopali poklad, který tam skutečně byl a opět se stal bohatým a váženým občanem města. Část stříbra daroval kostelu, ze kterého byl ulit zvon ve věži kostela.
Do této skupiny se řadí i další pověsti z okolí města, např.: O Krakonošově daru, O pokladu Na Kostelci, O pokladu pod kamenem, O zvičinském pokladu.

## O vodnících a hejkalech
Obyvatelé města si rádi vyprávěli příběhy a pověsti o bytostech, které žily spolu s obyvateli ve Dvoře a jistým způsobem ovlivňovaly lidské osudy a chod města jako takový.
O hastrmanovi. Ve Dvoře se vypráví příběh o mužíčkovi, který straší Dvoráky ve dne i v noci. Jednou šel takhle starý Vaňura z hospody, po cestě potkal zeleného chlapečka, ze kterého kapala voda a sděloval mu, že na něj čeká, tak ať si pospíší. Pán se lekl a vrátil se do hospody, kamarádi ho poté museli odvést až domů jinou cestou. Uplynulo pár let a Vaňura potkal vodníka znovu, ten mu sdělil, že pokud s ním nikam nechce, tak ho nechá být, ale nesmí o jeho existenci nikomu říct, pokud ano, tak se z jeho rodu až do devátého kolene někdo utopí. Vaňura se oklepal a odešel dál. Další zmínka o hastrmanovi je od babičky Goldšmídové, která jednou prala a potkala onoho mužíčka, ze kterého kapala voda. Jakmile ho zahlédla, utíkala domů a nikdy se z této zkušenosti nevzpamatovala.
O třech královédvorských vodnících. Podle pověsti ve Dvoře Králové pobývali tři vodníci, jmenovali se Michal, Bryndal a Stříkal. Často se scházeli a povídali si o dvou chlapcích, kteří si hastrmany dobírali, byli to Lojza a Emš. Ti se jednou rozhodli jít na lodičky. Jakmile se oddálili od břehu, celá lodička se začala chvět. Malý Emš se bál a Lojza nebojácně Emše přesvědčoval, že je to pouze jenom vír. Lodička se najednou převrátila a oba chlapci vypadli. Lojzovi se podařilo Emše dopravit na břeh a oba utíkali domů. Lojza vyváznul s nechlazením a začal blouznit a vyprávět o vodnících.
Do této skupiny se řadí i další pověsti z okolí města, např.: O tom, jak se starý Síbr potkal s hejkalem, O zátluckém vodníkovi.

## O příšerách a zjeveních
Ve městě se tradovaly pověsti o tajemných příšerách a z pověstí můžeme usoudit, jakým způsobem ovlivňovaly místní obyvatelstvo jejich přítomností.
O černokněžníkovi na Královédvorsku. Povídá se, že na Královédvorsku žil zhýralý, nenasytný pán, který si pozval na pomoc samotného knížete pekel, Lucifer poslal na hrad pána jednoho ze svých služebníků, ďábla, který pánovi hradu díky temným kouzlům a čárám prodloužil život o sto let, čaroval mu zlato, stříbro a drahé kamení. Do čarodějnické komnaty nesměl nikdo chodit, ani samotný pán domu. Pokud někdo vstoupil, strhla se bouře, jekot a ryk. Jednou do komnaty vstoupila služka, která po této události  dokonce odstonala. Prý po smrti ten bezbožný a chamtivý pán strašil a sloužily se za něj stovky a tisíce mší, než konečně našel pokoj a klid.
O ohnivém kočáře. Ve Dvoře Králové kolovala historka o kočáře, který býval spatřován za Matějem, kdykoli o něm padla zmínka, všichni přítomní stočili hovor rychle jinam. Když se v noci místní obyvatelé vraceli domů, opuštěnou cestou ze Dvora do Lipnice, mohli natrefit na rachotící ohnivý povoz tažený dvěma koňmi, černými jako uhel, na kozlíku seděla osoba, která švihala bičem a uvnitř sedíval místní chamtivý boháč, na kterého byla uvalena kletba, za jeho hříchy a lsti, aby nedošel klidu a pokoje. Ti, kdo se stali svědky této noční podívané, byli po dlouhou dobu vystrašeni až na kost. Strach narůstal a obyvatelé nevycházeli ven, proto bylo rozhodnuto místa, na kterém se kočár zjevoval, vysvětit. Tak začal znovu klid a do města se vrátil noční život.
O světýlkách. Ve Dvoře Králové se mimo hastrmanů, hejkalů a dalších povídalo o zjeveních, které dokonce místním obyvatelům pomáhala. Když šli Dvoráci k Verdeku, chodilo se ze Dvora Strží. V noci se tam zjevovala pocestným světýlka, která jej dovedla až domů. Pocestný musel světýlkům poděkovat, pokud ne, světla se pak zjevovala v okně, bouchala na sklo a nedala pokoje, dokud nepoděkoval. Dvoráci odjakživa věřili, že světýlka jsou zakleté duše zemřelých a usilovně se modlili za jejich vysvobození.
Do této skupiny se řadí i další pověsti z okolí města, např.: O bílé paní, O podivném spřežení u Zdobína, O strašidelném bělidle, O zvičinském drakovi, O plivníkovi.

## O smírčích křížích

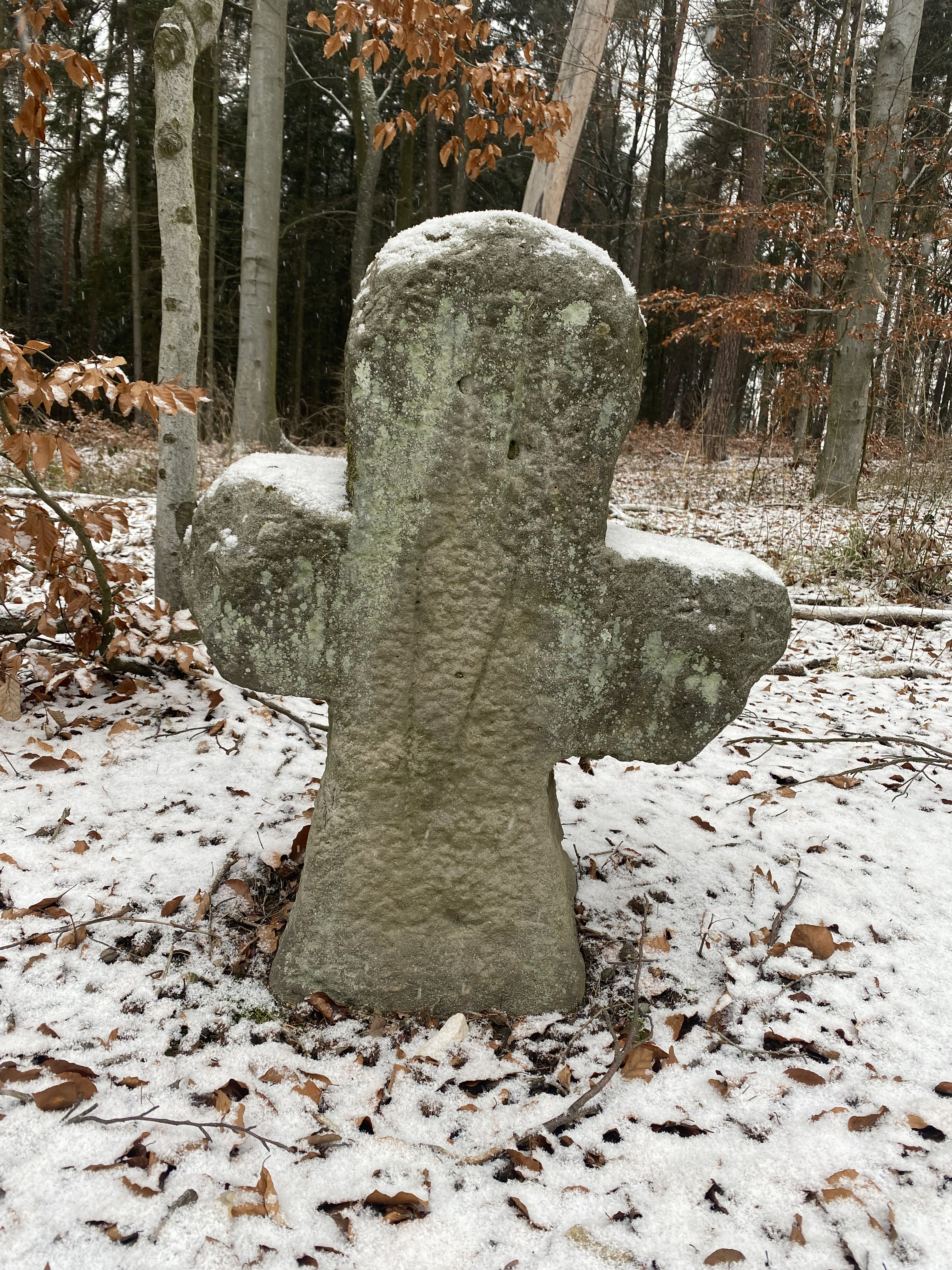
Smírčí kříž

Příběhy o křížích, na které můžeme skutečně v okolí města narazit. Pověsti popisují, proč se nechaly kříže stavět a v jakých lokalitách je můžeme navštívit.
O kříž na Šormově louce. Před třemi staletími žili v Horní Brusnici Vilém a Olga, manželé Mikešovi. Ti se odstěhovali do chalupy s polem a zahradou. Měli se dobře, Vilém byl zručným tkalcem, kterého tehdy dobře platili. Avšak o několik let později měli manželé osm dětí. Začali žít v bídě, jelikož nový pán neplatil Viléma dostatečně. Jednoho dne, když se blížil k Bílé Třemešné, viděl na louce stát hrušku. Několik z jejích plodů otrhal a poté si ještě všiml poslední, velké hrušky. Když se po ní natahoval, větev pod ním se zlomila a Vilém dopadl hlavou na kámen. O několik hodin později se jeho manželka bála a tak se sousedem Vágnerem Viléma hledali. Našli ho pod onou hruškou, celého zakrváceného. Na místo této tragédie na Šormově louce se nechal postavit pískovcový kříž, na kterém je dodnes vidět 1720 a nápis: Wilem Mikes spadl z hruski.
Další pověsti o křížích, které se nachází v okolí Královédvorska: O kříži na Perenské cestě, O kříži na Šormově louce, O kříži v Zábřezí, O kříži ve Špůrově lese, O křížích na návsi v Sedlci.

## O hraběti Šporkovi
Pověsti o významném hraběti Šporkovi se vyprávěly jak v Kuksu, kde nechal hrabě postavit proslulý hospitál Kuks, tak ve Dvoře Králové. Byl významnou osobností ve východních Čechách, proto není divu, že se o něm tradovaly příběhy ze všech končin Královédvorska.
O tom, jak Špork rozsoudil sochaře. Na Dvoře hraběte Šporka jednou působili dva umělci. Velice známý sochař Matyáš Bernard Braun a řezbář Max Knorr z Norimberka. Umělci se dostali do potyčky ohledně sochařství a řezbářství. Hrabě chtěl spor urovnat a tak nabídl oběma umělecký zápas. Měli zhotovit dílo dle svých uměleckých zásad. Vítězi slíbil hrabě pět tisíc dukátů. Braun pracoval s pískovcovým balvanem ze stanovických lomů, z něj vytesal sochu velikého ozbrojence . Knorr měl vytvořit sochu umučeného Krista s trnovou korunou na hlavě. Braunova socha představovala rytíře s přilbou s pštrosími pery, na krku orla, který měl na prsou srdce a v něm kříž. Socha držela meč a působila odvážně a odhodlaně. Knorrova postava ze dřeva vyvolala údiv všech. Bylo to nesouměrné tělo s velikou hlavou, hubenými údy a bolestným výrazem ve tváři. Ruce byly dlouhé a nohy tenké a krátké. Knorr zřejmě zobrazil sebe sama věrně podle přírody. Jeho socha spíše odpuzovala. Nakonec vyhrál Braun s jeho sochou Křesťanského rytíře. Na jeho počest byla vystrojena velkolepá hostina.
Další pověsti o hraběti Šporkovi: O kalhotách Františka Antonína Šporka, O otci hraběte Antonína Šporka, O rybníku U Poustevny, O sporu s žirečskými jezuity, O Šporkových soudních sporech, O tom, jak Špork rozsoudil sochaře.